# Samotnia (miniserial 2005)
Samotnia (ang. Bleak House, 2005) – ekranizacja powieści Charlesa Dickensa pod tym samym tytułem. Piętnastoodcinkowy miniserial produkcji BBC został zrealizowany w 2005 roku i miał swoją premierę na ówczesną jesień. Zdobył bardzo przychylne recenzje i uzyskał kilka cennych nagród.

## Obsada
- Gillian Anderson – Lady Dedlock
- Katie Angelou – Charley Neckett
- Alun Armstrong – Bucket
- Lilo Baur – Hortense
- Di Botcher – pani Woodcourt
- Loo Brealey – Judy
- Charlie Brooks – Jenny
- Anthony Cozens – Usher
- Richard Cant – Mercury
- Warren Clarke – Boythorn
- Dermot Crowley – pan Vholes
- Charles Dance – pan Tulkinghorn
- Tim Dantay – pan Rouncewell
- Joanna David – pani Badger
- Phil Davis – Smallweed
- Bryan Dick – książę Turveydrop
- Harry Eden – Jo
- Alastair Galbraith – pan Brownlow
- Tom Georgeson – Clamb
- Burn Gorman – Guppy
- Pauline Collins – panna Flite
- Richard Griffiths – pan Bayham Badger
- Peter Guinness – Coroner
- Lisa Hammond – Harriet
- Sheila Hancock – pani Guppy
- Richard Harrington – Allan Woodcourt
- Tony Haygarth – Gridley
- Emily Jewell – służąca w London Lodgings
- Matthew Kelly – stary pan Turveydrop
- Patrick Kennedy – Richard Carstone
- Denis Lawson – John Jarndyce
- John Lynch – Nemo
- Benedict Martin – policjant
- Sean McGinley – Snagsby
- Alistair McGowan – pan Kenge
- Anna Maxwell Martin – Esther Summerson
- Carey Mulligan – Ada Clare
- Andrew Osbourne – tancerz
- Nathaniel Parker – Harold Skimpole
- Richard Pettyfer – stajenny u Dedlocków
- Natalie Press – Caddy Jellyby
- Robert Pugh – pan Chadband
- Anne Reid – pani Rouncewell
- Ian Richardson – oddźwierny
- John Sheahan – Fortnum
- Michael Smiley – Phil Squod
- Hugo Speer – sierżant George
- Sevan Stephan – pan Tangle
- Liza Tarbuck – pani Jellyby
- Catherine Tate – pani Chadband
- Roberta Taylor – pani Pardiggle
- Johnny Vegas – Krook
- Timothy West – sir Leicester Dedlock
- Emma Williams – Rosa

## Nagrody
BAFTA, Emmy, Złote Globy